# Lu You

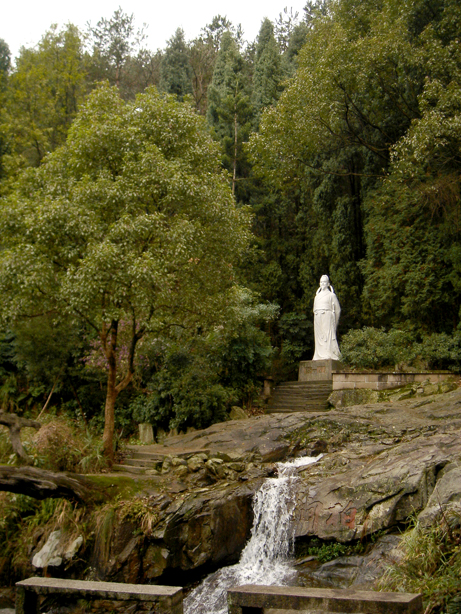
Statua sulla collina di Nanji, distretto di Jiaocheng, Ningde, Fujian

Lu You ((陸游T, 陆游S, Lù YóuP, Lu YuW); Shaoxing, 17 ottobre 1125 – Zhejiang, 1210) è stato un poeta cinese, all'epoca dinastia Song Meridionale.

## Biografia
Lu You nacque la mattina del 17 ottobre 1125 a Shaoxing.
Al tempo della sua nascita la Cina era divisa, la dinastia Song settentrionale invasa dai Tartari, e quando le truppe della dinastia Jīn conquistarono la capitale del nord, la sua famiglia fu costretta ad emigrare al Sud.
Per questo motivo crescerà patriottico e desideroso di rivedere una Cina riunita sotto il dominio della dinastia Song.
Si sposò con sua cugina Tang Wan a venti anni, da cui divorziò 11 anni dopo.
Morì nel 1210, nella provincia del Zhejiang.

## Carriera

### Ufficiale
All'età di 12 anni era già un discreto scrittore, ed a 19 partecipò agli esami imperiali, ma non fu promosso.
Così 10 anni dopo ritentò e passò, deciso a lottare contro la dinastia Jīn, e ciò lo portò in seguito al licenziamento per le sue idee belliche.

### Letteraria
Lu You scrisse circa 10 000 poesie, in forma shi (詩) e ci (詞), oltre a vari lavori in prosa. In particolare, fu una delle poche eccezioni della sua epoca a comporre shi ricchi di originalità, senza riprendere pedissequamente i temi della precedente dinastia Tang.
Il suo stile si può dividere attraverso tre periodi:
- Primo periodo (gioventù - 46 anni)
- Secondo periodo (46 - 54 anni)
- Terzo periodo (ritiro dall'esercito - morte)

Un tema ricorrente è sempre quello della riunificazione e conquista del Nord.

#### Libri
- 《劍南詩稿》
- 《渭南文集》
- 《放翁逸稿》
- 《南唐書》
- 《老學庵筆記》
- 《放翁家訓》
- 《家世舊文》